# Şamghābād
Şamghābād (persiska: صمغ آباد) är en ort i Iran.   Den ligger i provinsen Qazvin, i den norra delen av landet, 90 km nordväst om huvudstaden Teheran. Şamghābād ligger 1 861 meter över havet och antalet invånare är 139.
Terrängen runt Şamghābād är huvudsakligen kuperad, men norrut är den bergig.Runt Şamghābād är det ganska tätbefolkat, med 86 invånare per kvadratkilometer. Närmaste större samhälle är Naz̧arābād, 18,1 km söder om Şamghābād. Trakten runt Şamghābād består i huvudsak av gräsmarker.